# Bussummerheide
De Bussummerheide is een heidegebied van 160 ha in Het Gooi (Nederlandse provincie Noord-Holland). Het ligt ten zuiden van Bussum, grotendeels op het grondgebied van gemeente Hilversum.
De Bussummerheide grenst zuidelijk aan de Westerheide. Tussen beide gebieden loopt een kaarsrechte, onverharde weg voor wandelaars, fietsers en ruiters, van ongeveer drie km lang, de Nieuwe Crailoseweg (lokaal ook 'Gebed zonder end' genoemd). Oostelijk grenst de hei aan de voormalig legerplaats Crailo en de Kolonel Palmkazerne, noordelijk aan de huidige gemeente Gooise Meren. Oorspronkelijk behoorde een groot deel van deze heide tot de gemeente Bussum, maar door grondruil met de gemeente Hilversum voor de toenmalige Oostereng in Bussum-Zuid in 1902, kwam deze heide grotendeels in de gemeente Hilversum te liggen. Op de hei zijn nog een aantal oorspronkelijke grenspalen aanwezig waarmee de toenmalige gemeentegrens werd aangegeven.
Aan de westkant van de Bussummerheide grenst het gebied aan Zanderij Crailo, tot 1971 zijn hierdoor grote hoeveelheden zand afgegraven en afgevoerd per spoor.
Sinds 2006 is de Bussummerheide aan de westkant door middel van de Natuurbrug Zanderij Crailoo verbonden met andere gebieden van het Goois Natuurreservaat ten westen van de spoorlijn Amsterdam-Hilversum.

## Spelling
Volgens de vigerende spellingsregels zou de schrijfwijze 'Bussummerheide' (met dubbele -mm-) niet correct zijn.  De traditionele en lokaal officiële spelling is hier echter wel met -mm-, zoals dat bijvoorbeeld ook het geval is bij Brunssummerheide. Zo ook Nieuw Bussummerheide.

## Lange Heul
Op de Bussummerheide doorlopend naar het oosten op de Westerheide ligt een langgerekte heuvel, die met zijn lengte van circa 1800 meter en hoogteverschil van enkele meters ten opzichte van de heidevelden opvalt in het landschap. De heuvel is een oud lengteduin, ontstaan in de laatste ijstijd het Jonge Dryas in het Weichselien, en bestaat uit fijn zand dat door de wind is afgezet. Er zijn tekenen van verdwenen grafheuvels uit de bronstijd. Nabij ligt een urnenveld daterend uit de ijzertijd. Archeologisch onderzoek heeft aangetoond dat vlak bij deze plek in de 12e/13e eeuw bewoning is geweest, aangezien bij opgravingen een plattegrond van een boerderij ontdekt werd. Wegens afgraving bij de nabijgelegen zanderij Crailo is een stuk van deze heuvel aan de westkant verdwenen. Echter door de aanleg van Natuurbrug Zanderij Crailoo is er in 2006 weer een nieuwe verbinding gemaakt van 50 meter breed vanaf de Bussummerheide naar het Spanderswoud toe, het is weer mogelijk te voet, per fiets of paard zoals het voorheen 150 jaar geleden ook mogelijk was, westwaarts te gaan.

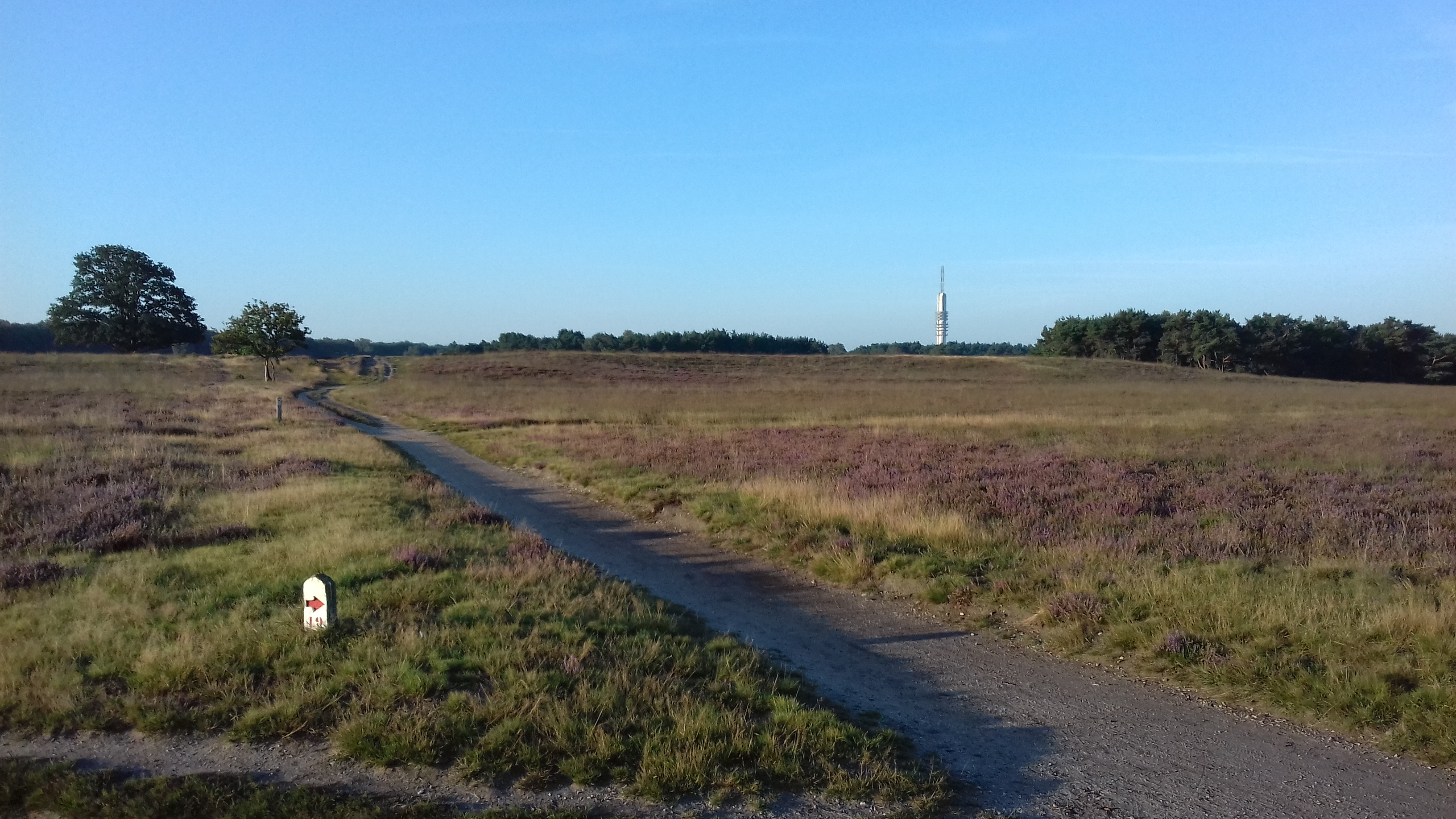
Lange Heul (1)
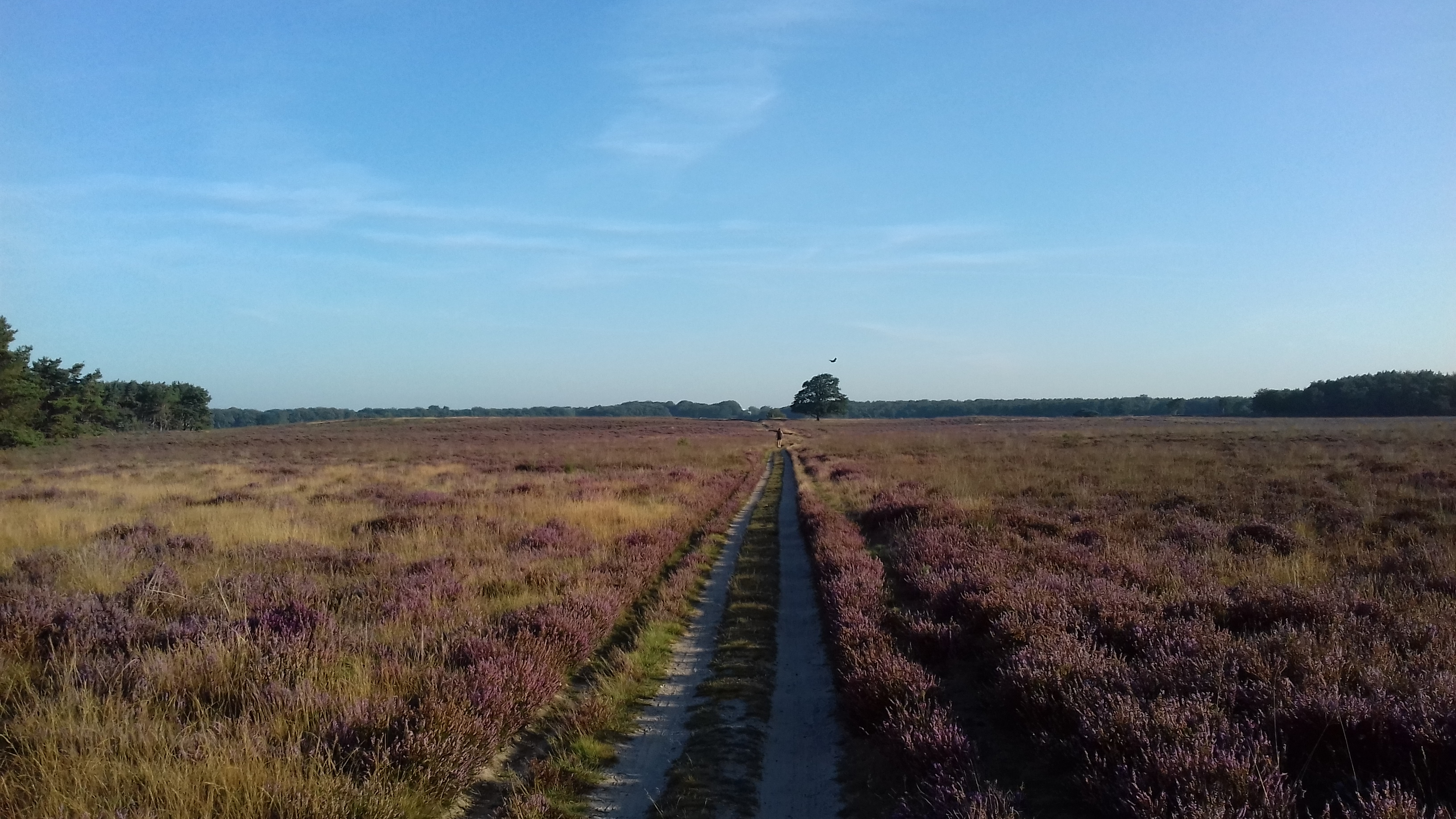
Lange Heul  (2)
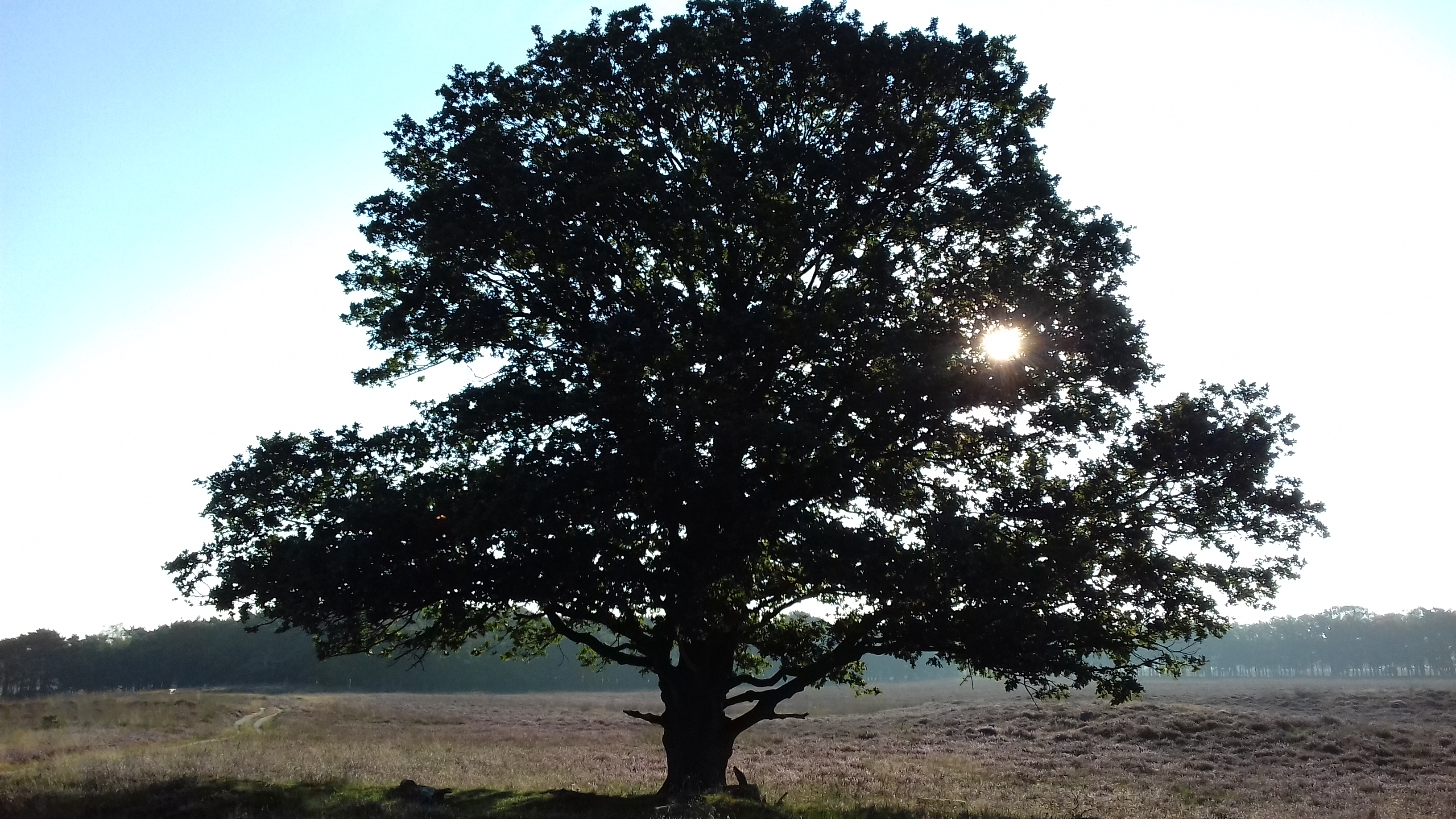
Uitzicht vanaf de Lange Heul
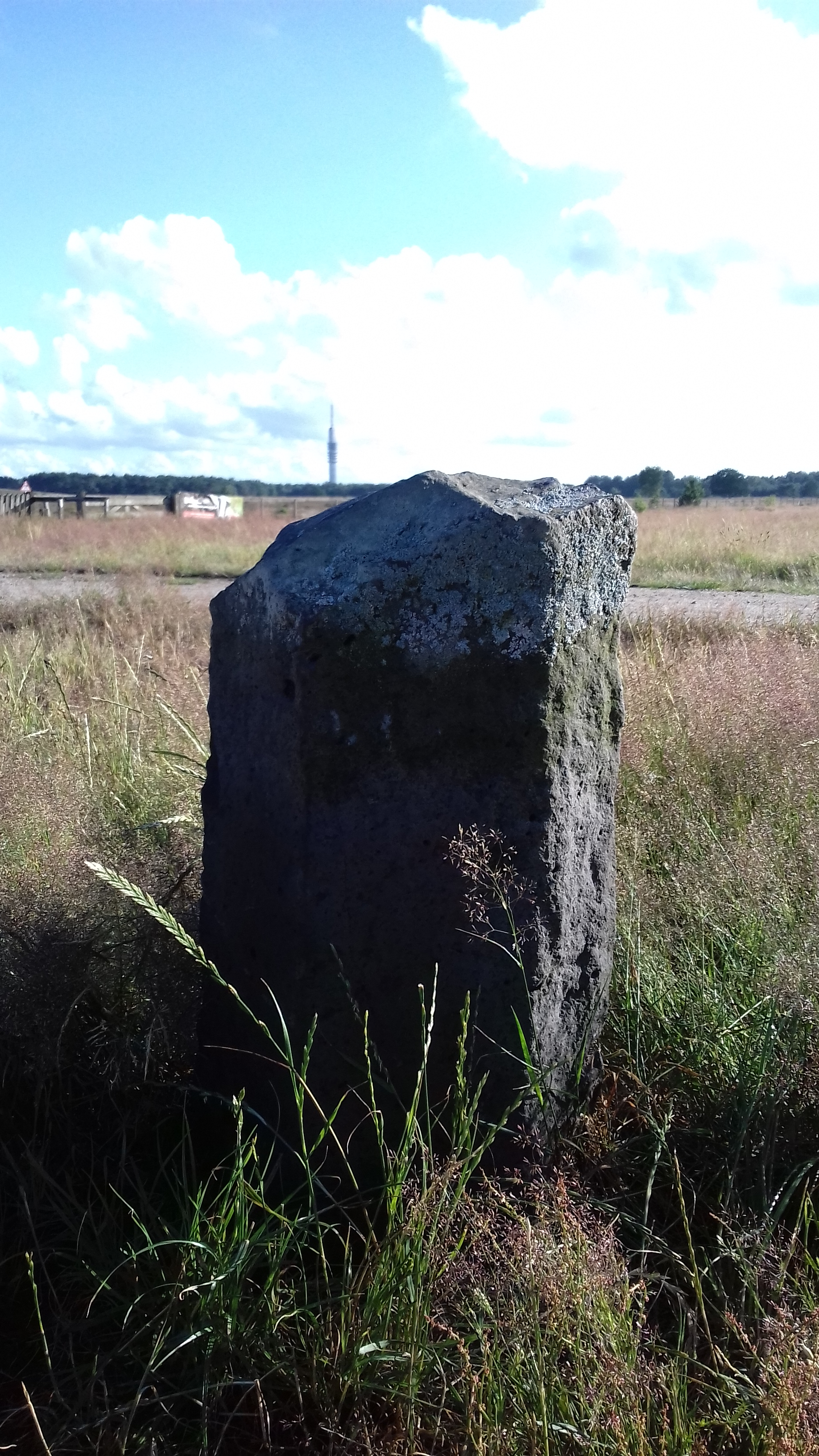
Gemeente grenspaal op Bussummerheide

## Renbaan Bussum
Op 28 augustus 1880 werd op de Bussummerheide een renbaan geopend, geheten Renbaan Bussum.
Van 1880 tot 1895 was deze renbaan voor paarden daar gevestigd, waarvoor houten tribunes gebouwd waren op de Lange Heul en paardenstallen met een waterput achter de tribunes. Om toeschouwers vanuit andere delen van Nederland makkelijk naar de renbaan te laten komen, werd aan de net aangelegde Oosterspoorweg, Stopplaats Kraailooschenweg aangelegd, met aan de uitstapkant een perron. De renbaan werd gesloten door tegenvallende inkomsten en doordat er een nieuwe renbaan geopend werd in 1893 bij Cruysbergen in Bussum. Hoogtepunten waren de bezoeken van de koninklijke familie uit die tijd aan de Bussumse renbaan, daarvoor was er speciale midden tribune. Op 3 september 1881 bezocht koning Willem III de wedstrijden. Tevens werd het terrein gebruikt als onderdeel van het parcours tijden de olympische spelen van 1928.

## Militair Terrein
Voordat het gehele natuurgebied in eigendom kwam van het Goois Natuurreservaat, was een gedeelte van dit natuurgebied een militair oefengebied, met een schietbaan voor de nabij gelegen Kolonel Palmkazerne en de legerplaats Crailo.

## Oorlogsmonument
In de Tweede Wereldoorlog werd nabij de schietbaan door de Duitse bezetter een aantal gevangenen geëxecuteerd die wegens verzets- en spionageactiviteiten ter dood veroordeeld waren. Op de Bussummerheide is in 1978 ter herinnering hieraan een monumentaal Gedenkkruis voor verzetsmensen geplaatst, ter vervanging van het eenvoudige kruis dat er sinds 1945 stond. Hierop stonden aanvankelijk vier namen: A.A. Bosschart, L.A.R.J. van Hamel, R.P. s'Jacob en C. v.d. Vegte. In 2007 werd de plaquette vervangen zodat de naam A.J.L. van Zomeren kon worden toegevoegd, en in 2024 werd zij nogmaals vernieuwd ook om de naam van H.C.J. van Ginhoven toe te voegen. Er vindt jaarlijks een dodenherdenking plaats op 4 mei.

## Trivia
- In het meest noordelijk deel van het terrein, verscholen onder bomen, zijn nog een aantal stellingen  van zand terug te vinden die opgeworpen werden ter bescherming van de Vesting Naarden tijdens de Eerste Wereldoorlog.[11]
- In 1926 werd door de Amsterdamse wethouder Monne de Miranda een plan bedacht om een groot deel van de Bussummerheide en Westerheide vol te bouwen met woningen voor circa 50.000 mensen. Dit plan is niet doorgegaan.[12][13]
- De heide heeft een aantal jaren gediend als een zweefvliegterrein.[14]
- Op 27 April 2000, Koninginnedag, werden ter herdenking van Operatie Manna zogeheten bevrijdingsbroodjes door de Koninklijke Luchtmacht op deze hei gedropt; oorspronkelijk vond deze dropping op de naastgelegen Westerheide plaats in de Tweede Wereldoorlog.[15]
- In 2000 en nogmaals in 2018 deed de gemeente Hilversum onderzoek naar de mogelijkheid om een weg aan te leggen grenzend aan deze heide, over 't Gebed zonder End. Dit plan lekte uit en gaf veel onrust bij de inwoners en de gemeenteraad van Gooise Meren.[16][17]
- Vanaf 2024 zal er gestart worden met de bouw van een nieuwe woon-werkwijk, gelegen aan de uiterste oostkant van de Bussummerheide. De nieuwe wijk zal de naam Buurtschap Crailo krijgen. Veel natuur zal behouden blijven en zelfs uitgebreid worden met een plassengebied.